# Thysanophora horni
Thysanophora horni är en snäckart som först beskrevs av William More Gabb 1866.  Thysanophora horni ingår i släktet Thysanophora och familjen Thysanophoridae. Inga underarter finns listade i Catalogue of Life.